# Valengallerian

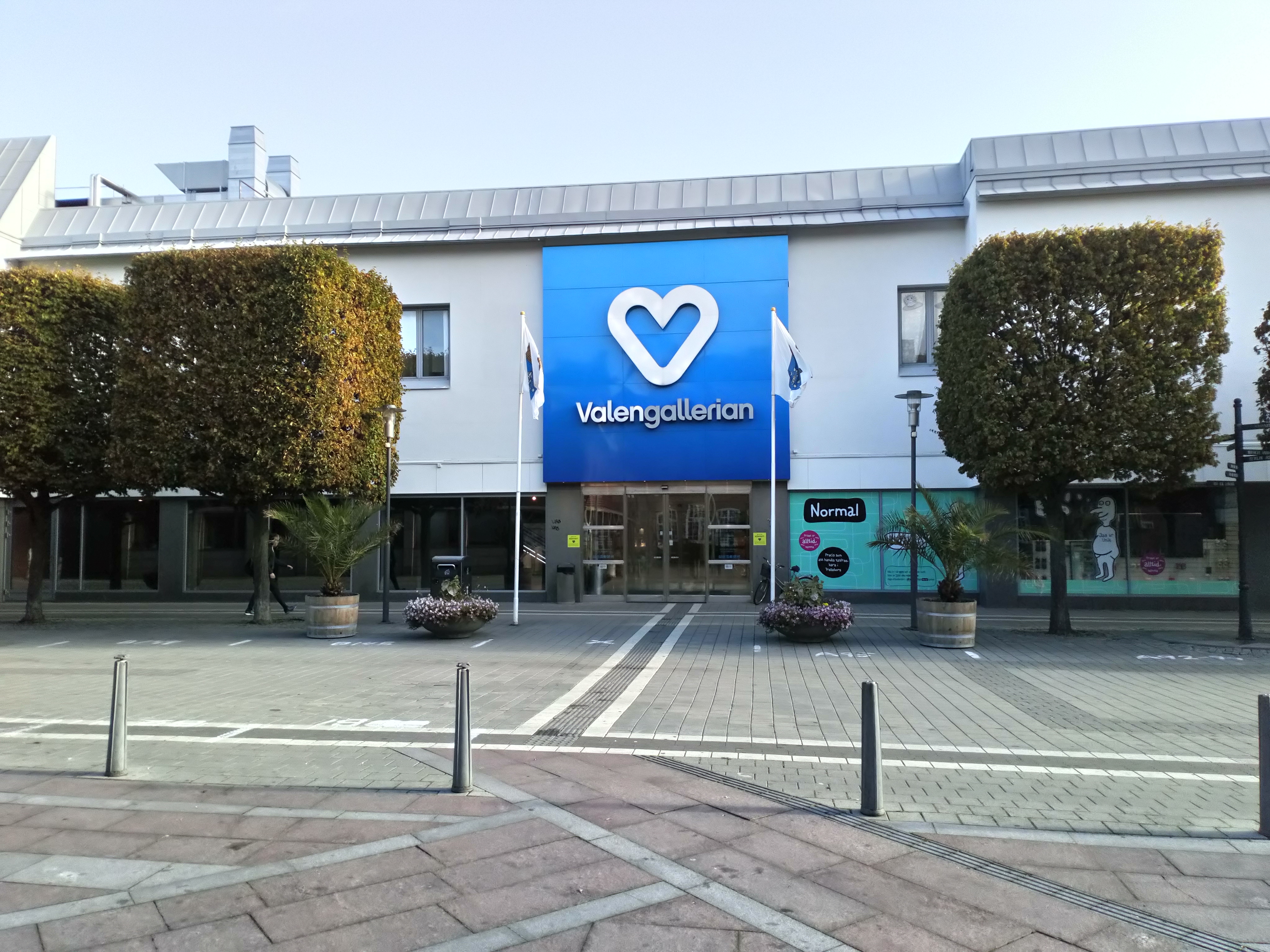
Valengallerian

Valengallerian är ett köpcentrum i Trelleborgs centrum på Algatan.

## Historia
1959 köpte Åhlén och Holm AB Karlmarkska (där köpcentret ligger) till ett pris av 425 000 kronor, så att dotterföretaget Tempo kunde etablera sig i staden 1961. 1975 revs Karlmarkska palatset för att göra sätt för byggandet av det nya köpcentret. 1979 öppnades köpcentret äntligen under namnet Valengallerian, då med två varuhus och åtta butiker. Idag finns det cirka trettio butiker, varav många av kända kedjor samt egen parkering på översta plan.
Butiker (i oktober 2019): Apoteket Svea, Audio Video, Clas Ohlson, Deichmann, Elgiganten Phone House, Eurosko, Fitness24seven, Flash, Gamestop, Gina Tricot, Guldfynd, Hantverksblomman, Ica Supermarket, Intersport, Kappahl, Kicks, Kjell & Company, Lekia, Life, MQ, Normal, Puls, Specsavers, Sunflower Salon, Synoptik, Trelleborgs Hud & Hårklinik, Ur & Penn. 
Restauranger (i oktober 2019): Ambrosia Café, Gyros House, Subway, Wok Kitchen, Nåt Gott & Curry Republik. 